# 高遠温泉
高遠温泉（たかとおおんせん）は長野県伊那市高遠町にある温泉。

## 泉質
- アルカリ性単純温泉
- 源泉温度 27.8℃

（加温循環、消毒、ろ過）

## 温泉街
温泉のある宿泊施設は2軒。
日帰り入浴施設1軒。

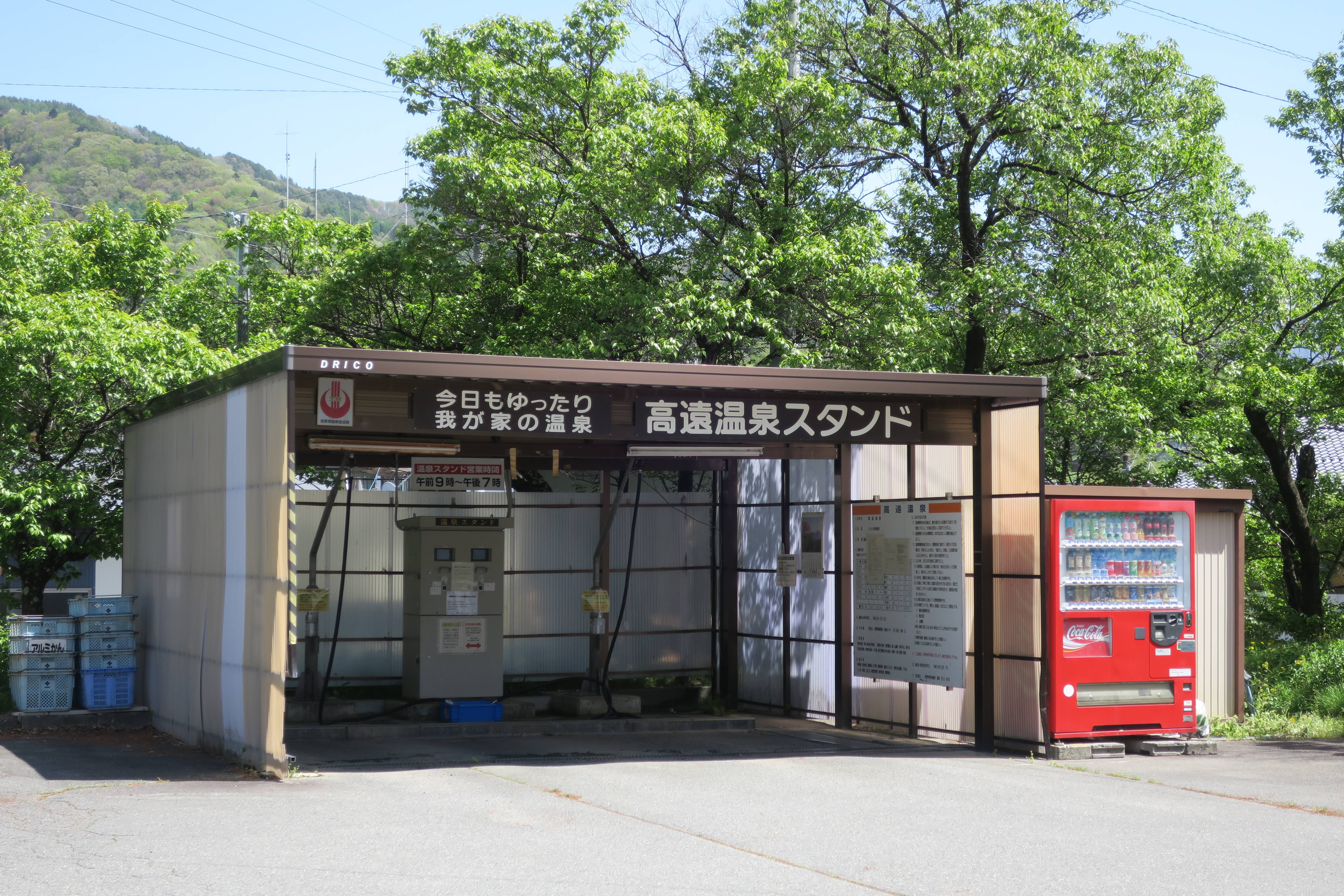
高遠町文化センター脇にある温泉スタンド
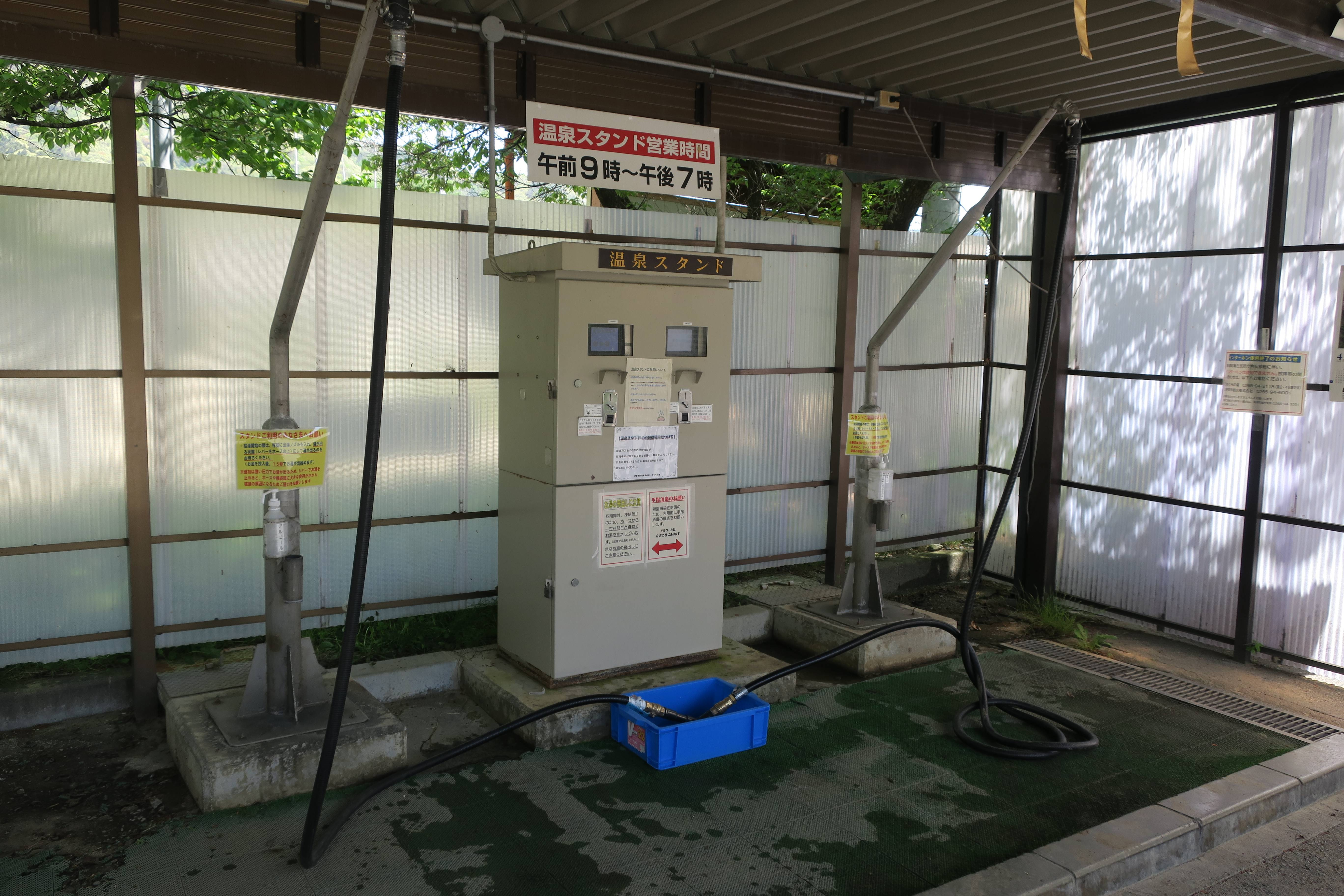
温泉スタンド装置

## 歴史
- 1991年 - ボーリングにより湧出
- 1994年 - 温泉施設さくらの湯開業

## アクセス
- 鉄道：飯田線伊那市駅よりJRバス関東
- 車： 伊那インターチェンジより25分、諏訪インターチェンジより60分